# Ronald Battenhausen
Ronald Battenhausen (né le 29 janvier 1945 à Birstein) est un homme politique allemand (SPD) et membre du Landtag de Hesse.
Ronald Battenhausen termine ses études en économie par un diplôme en économie et travaille comme spécialiste au conseil d'administration de l'IG Bau-Steine-Erden. Lors des élections régionales de Hesse en 1991, il est élu au Landtag dans la circonscription de Main-Kinzig I. Lors des élections régionales de Hesse en 1995, il ne réussit pas à être réélu. Mais il entre de nouveau au Landtag le 5 octobre 1998 pour remplacer Rita Streb-Hesse.